# Opel Vectra
Az Opel Vectra egy középkategóriás autótípus, mely három generációt élt meg, 1988 októberétől 2008 augusztusáig gyártották. Utó modell az Opel Insignia. Az Európában Opelként ismert típus az Egyesült Királyságban Vauxhall, Ausztráliában Holden, Dél-Amerikában Chevrolet márkajelzés alatt futott. 2003 márciusától a Vectrával párhuzamosan gyártották a Signumot is. A Signum a Vectra kombi verziójára épült. Csapott hátú modellről van szó, ahol a hátsó ülések előre-hátra mozgathatók, így növelve a lábteret és kényelmet a hátul ülők számára. E modell gyártása a Vectráéval együtt abba maradt, mert elkezdték gyártani az utó modellt, az Insigniát.

## Opel Vectra A
1988. október 14-én kezdték a meg az A Vectra gyártását 4 ajtós kivitelben.  4 fajta kivitelben volt kapható: GL, GLS és CD
1989 januárjától kapható volt a 4 ajtós kivitel összkerékhajtással. 1989 márciusától volt kapható az 5 ajtós szedán, GL és GT kivitelben. Az összkerékhajtást az Osztrák Steyr-Daimler-Puch céggel közösen dolgozták ki, ami egy teljesen új kombinációja volt a Visco-kuplungnak és a Lamella-leválasztókuplungnak, ez köti össze a hajtóművet és a hátsó tengelyt.
Modellfrissítés:
1992 szeptemberében az autó orrát és hátulját szabták át. Jellegzetessége a módosított hűtőrács integrált Opel jelvénnyel (villámmal), hátsó lökhárító karosszéria színben, enyhén ívélt fényszóró, újjá alakított hátsó lámpák, valamint a megszélesített csomagtartó markolat. Egységesen minden modellt felszereltek ABS-szel, 5 fokozatú manuális sebességváltó. Felszerelték extra kereszt acél cső gerendákkal az ajtókat, az oldalütközés ellen. Továbbá megerősítették a küszöböket és a tetőt. 1993 februárjától opcionálisan kapható volt a sofőr oldali légzsák, augusztustól pedig az jobb első utas oldali légzsák is. Majd 1994 szeptemberétől mindkettő szériatartozék lett. 

### Különböző változatok
Az 1995. júniusi leállásig állandóan voltak módosítások a karosszéria és az extrák kombinációjában, így készült el pár igen ritka modell. 
- a Vectra 2000-res modellt követte a Vectra GT 16V egy továbbfejlesztett 116 kW-os 16 szelepes motorral, melyet 1992 szeptemberétől 1994 februárjáig gyártottak. A kizárólag 5 ajtós szedán kivitelben kapható Vectra 16 ill. Vectra 16V, 1993. augusztustól, 1994. februárig kapható volt 4 ajtós szedánként is.
- a Vectra ECO az új 52 kW-os (71 LE) 1.6i motorral csak 1993. augusztus és szeptember között volt kapható.
- 1993. augusztustól 1994. februárig kapható volt egy V6-os verzió is
- 1993 augusztusától nem kapható összkerékhajtás, mint extra, így már csak a Vectra GL 2.0i volt kapható összkerékhajtású kivitelben, míg abbamarad a gyártása, alkatrészhiány miatt 1994 februárjában.
- 1994 márciusától vezették be a Vectra CDX-et, melyet 70 000 példányban gyártottak.

### Vectra 2000
1989 szeptemberétől 1992 júniusáig a Vectra 2000 ill. a Vectra 2000 4x4 voltak a topmodellek. A Vectra 2000 csak egy 116 kW-os 16 szelepes motorral volt kapható. Megszűnéséig 25 000 példányban kelt el.

### Vectra Turbo 4x4
1992 szeptemberétől először csak Európában árulták, Németország kivételével, mint topmodell. Mivel sok vásárlója volt az Opelnek Svájcban és Ausztriában, akik összkerékhajtású autót vásároltak, számukra kapható volt az összkerékhajtású Vectra a 150 kW-os (204 LE) 16 szelepes turbómotorral. 1993 augusztusától már Németországban is kapható volt, de 1994 júniusában leállították a gyártását. Így 1992 szeptemberétől 1994 Júniusáig csak 2252 darabot gyártottak és azt is főképp Anglia, Ausztria, Svájc és Németország számára.

### Vectra V6
A lépcsőshátú V6-os modell mely 125 kW-os (170 LE) 2,5L V6-os motorral volt szerelve, volt az új topmodell Németországban a facelift vagy más néven arculatfrissítés után. 1993 márciusától egyelőre csak automata váltóval volt kapható, majd 1993 júniusától rendelhető volt manuális váltóval. 1994 márciusától kapható volt a 4 ajtós modell mellett az 5 ajtós modell is. Miután abbamaradt a Turbo 4x4-es modell gyártása, 1994 szeptemberétől már csak a V6-os modell volt az egyetlen topmodell.

### Motorok
| Modell | Motor  | Lökettérfogat | Eljárás              | Max. Teljesítmény              | Max. Forgatónyomaték       | Motor kód     | Gyártási idő      |
| --- | ------ | ------------- | -------------------- | ------------------------------ | -------------------------- | ------------- | ----------------- |
| Otto motorok |        |               |                      |                                |                            |               |                   |
| 1.4S | R4 8V  | 1389 cm³      | Vergaser             | 55 kW (75 PS) bei 5600 min−1   | 108 Nm bei 3000 min−1      | 14NV          | 10.1988 – 06.1990 |
| 1.6S | R4 8V  | 1598 cm³      | Vergaser             | 60 kW (82 PS) bei 5400 min−1   | 130 Nm bei 2600 min−1      | 16SV          | 10.1988 – 06.1990 |
| 1.6i | R4 8V  | 1598 cm³      | Zentraleinspritzung  | 55 kW (75 PS) bei 5200 min−1   | 125 Nm bei 2800 min−1      | C16NZ/C16NZ2  | 10.1988 – 06.1993 |
| 1.6i | R4 8V  | 1598 cm³      | Zentraleinspritzung  | 55 kW (75 PS) bei 5200 min−1   | 127 Nm bei 2600 min−1      | E16NZ         | 10.1988 – 12.1988 |
| 1.6i | R4 8V  | 1598          | Injektoros           | 74 kW (101 PS) bei 5200 min    | 158 Nm bei 2600 min−1      | X16xel        |                   |
| 1.8S | R4 8V  | 1796 cm³      | Porlasztó            | 66 kW (90 PS) bei 5400 min−1   | 148 Nm bei 2800 min−1      | 18SV          | 10.1988 – 07.1989 |
| 1.8S | R4 8V  | 1796 cm³      | Porlasztó            | 65 kW (88 PS) bei 5400 min−1   | 143 Nm bei 3000 min−1      | E18NVR        | 10.1988 – 07.1989 |
| 1.8i | R4 8V  | 1796 cm³      | Központi injektoros  | 66 kW (90 PS) bei 5400 min−1   | 145 Nm bei 3000 min−1      | C18NZ         | 03.1990 – 06.1995 |
| 2.0i | R4 8V  | 1998 cm³      | Injektoros           | 85 kW (116 PS) bei 5200 min−1  | 175 Nm bei 2600 min−1      | 20NE          | 10.1988 – 09.1989 |
| 2.0i | R4 8V  | 1998 cm³      | Injektoros           | 85 kW (116 PS) bei 5200 min−1  | 170 Nm bei 2600 min−1      | C20NE         | 10.1988 – 06.1995 |
| 2.0i | R4 8V  | 1998 cm³      | Injektoros           | 95 kW (129 PS) bei 5600 min−1  | 180 Nm bei 4600 min−1      | 20SEH         | 10.1988 – 09.1989 |
| 2.0 16V | R4 16V | 1998 cm³      | Injektoros           | 110 kW (150 PS) bei 6000 min−1 | 196 Nm bei 4800 min−1      | 20XEJ         | 10.1988 – 09.1989 |
| 2.0 16V | R4 16V | 1998 cm³      | Injektoros           | 110 kW (150 PS) bei 6000 min−1 | 196 Nm bei 4600 min−1      | C20XE         | 09.1989 – 02.1994 |
| 2.0 16V | R4 16V | 1998 cm³      | Injektoros           | 100 kW (136 PS) bei 5600 min−1 | 185 Nm bei 4000 min−1      | X20XEV        | 03.1994 – 06.1995 |
| 2.0 Turbo | R4 16V | 1998 cm³      | Injektoros           | 150 kW (204 PS) bei 5600 min−1 | 280 Nm bei 2400 min−1      | C20LET        | 09.1992 – 06.1994 |
| 2.5 V6 | V6 24V | 2498 cm³      | Injektoros           | 125 kW (170 PS) bei 6000 min−1 | 227 Nm bei 4200 min−1      | C25XE         | 03.1993 – 06.1995 |
| Diesel motorok |        |               |                      |                                |                            |               |                   |
| 1.7D | R4 8V  | 1700 cm³      | Viharkamra- injektor | 42 kW (57 PS) bei 4600 min−1   | 105 Nm bei 2400–2600 min−1 | 17D (4EE1)    | 10.1988 – 06.1992 |
| 1.7D | R4 8V  | 1700 cm³      | Viharkamra- injektor | 44 kW (60 PS) bei 4600 min−1   | 105 Nm bei 2400–2600 min−1 | 17DR          | 03.1994 – 06.1995 |
| 1.7TD | R4 8V  | 1686 cm³      |                      | 60 kW (82 PS) bei 4400 min−1   | 168 Nm bei 2400 min−1      | 17DT (TC4EE1) | 08.1991 – 06.1995 |
| Legende: R4 = 4 hengeres soros, V6 = 6 hengeres V-Motor, 8V = 8-szelepes 16V = 16-szelepes 24V = 24-szelepes D = Diesel, TD = TurboDiesel |        |               |                      |                                |                            |               |                   |

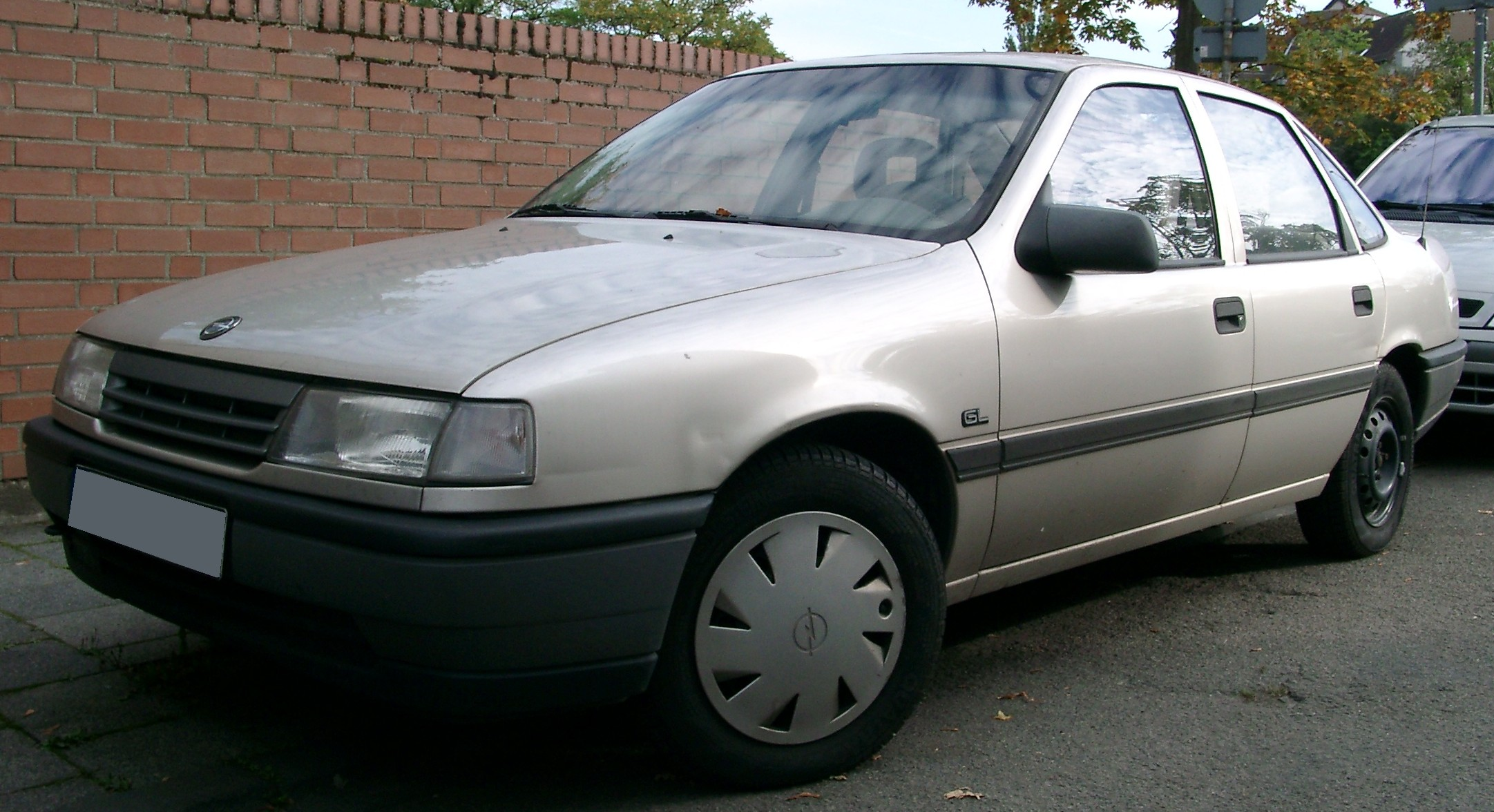
Vectra A elölről
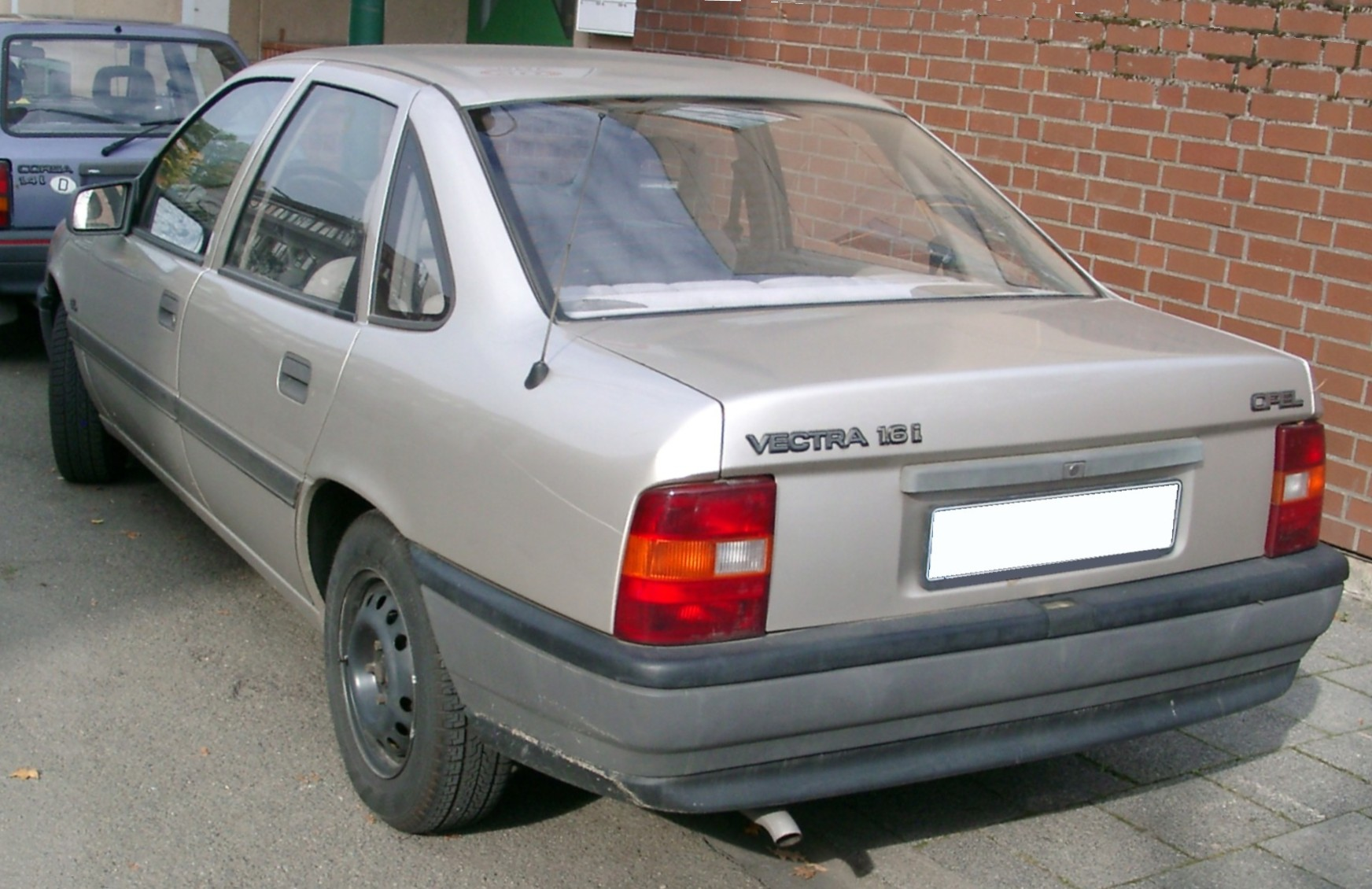
Vectra A hátulról
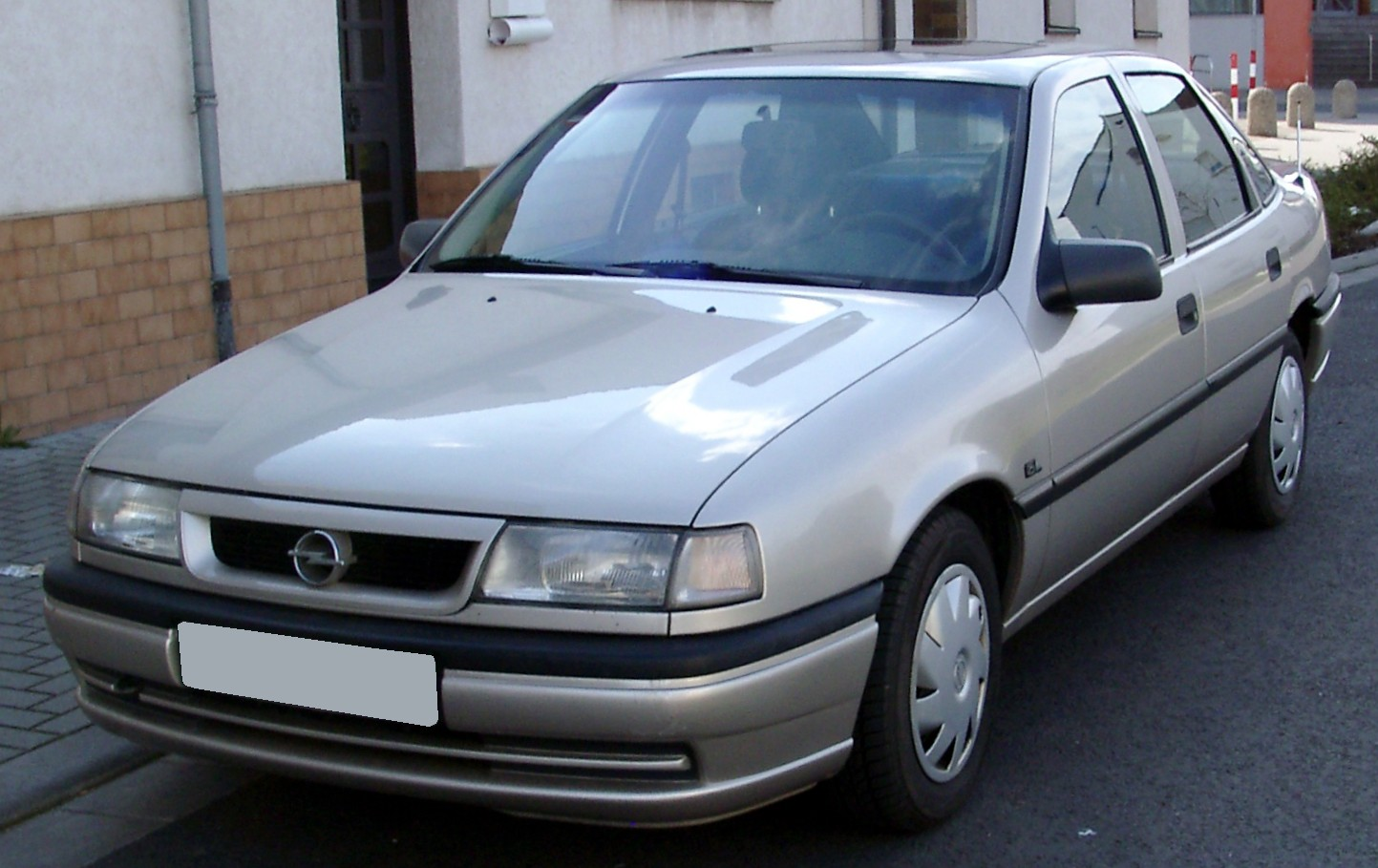
Vectra A facelift elölről
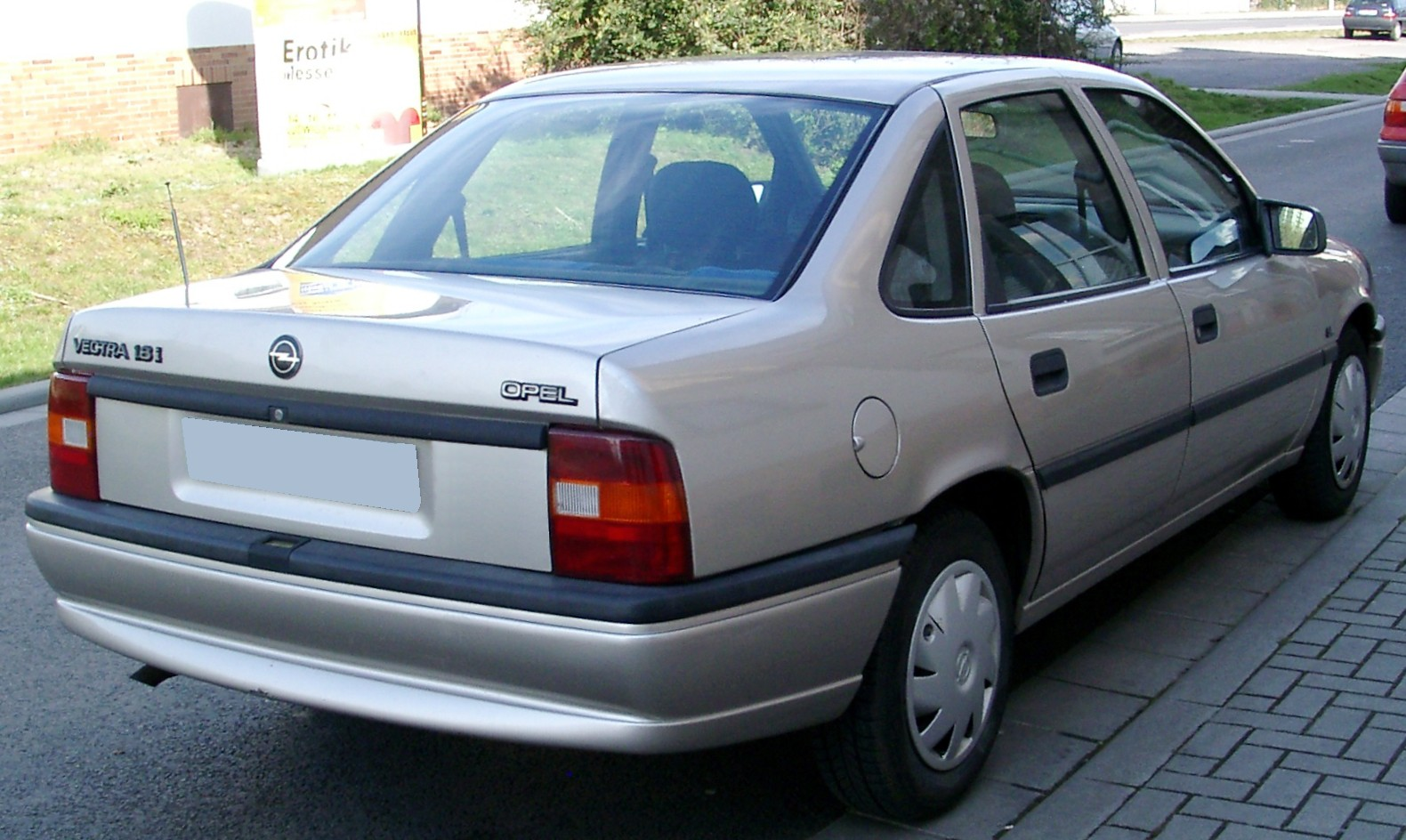
Vectra A facelift hátulról

## Opel Vectra B
A második Vectra generációt 1995 októbere és 2002 között gyártották. Kapható volt 4 ajtós, 5 ajtós szedánként és kombi verzióban, amit az Opelnél tradicionálisan Caravan-nak hívnak.
Modellfrissítés:
1999 elején az összes modell kapott egy facelift-et.
- plexi első- és sötétített hátsólámpákat,
- teljes egészében színre fújt, fekete betét nélküli lökhárítókat,
- krómozott hűtőmaszkot és egy szolid küszöböt a sportosság jegyében, * újraformált első és hátsó karosszéria
- új fényezések
- nagyobb külső tükrök
- karosszéria színű kilincs
- kisebb átalakítások az utastérben
- krómozott kilincs
- újratervezett kapcsolók

Az összes közvetlen befecskendezésű dieselmotorok mind fel lettek szerelve karbantartásmentes vezérműlánccal, hogy ne kelljen drága vezérműszíj cserét végezni rajtuk. A komplex technológiának köszönhetően sikerült a TDI-Motorok szabványfogyasztást a VW-csoport fogyasztásához mérten alacsonyabbra tenni. Azonban kezdetben nyomaték és teljesítmény szempontjából gyengébb volt mint VW-csoporté. Kezdetben a turbóval és az olajfogyasztással voltak gondok, később újra és újra a légtömeg érzékelővel és a befecskendező pumpával voltak gondok a Bosh (Modell: VP44) jóvoltából. Maguk motorok hosszú életűek és robusztusak. Az 1.7-es TD-nél az importőr a japán Iszuzu autógyár volt. A 2.0 és 2.2 motorokhoz gyártott injektorok saját fejlesztés volt és Keiserslautrenben gyártották.
Lehetséges extrák/felszerelések/kiegészítők: szövet vagy bőrborítás, fa vagy titánborítás, elektromos ablakemelő, klíma vagy automataklíma, CD-s rádió, fedélzeti számítógép, 4 fokozatú automata vagy 5 fokozatú kézi váltó, tempómat, Xenon fényszóró (1999-től), Navigációs rendszer, oldallégzsák (1996 végétől), ülésfűtés, elektromosan állítható és behajtható külső tükrök.

### Egyedi verziók
Az i500-as Vectra egy olyan modell, melyet az Irmscher cég dolgozott át. A módosítások az akkori Túra autó verseny jegyében voltak: első és hátsó lökhárító, küszöb és hátsó spoiler vagy más néven szélterelő.  A módosított 2.5 literes V6-os (X25XEI) motor 143 kW-os (195 LE) teljesítményű lett. Belül a fekete műanyag borítás helyett, titánszínű konzol és sok szériaeleme Irmscher dizájnra lett lecserélve. A kormányt is lecserélték Irmscher sportkormányra. A gyári futóművet lecserélték egy sport futóműre, így 20mm-rel alacsonyabb lett. 17” BBS Alu-felniket kapott. Mind 4 ajtós szedánként mind kombiként kapható volt, még a facelift (ráncfelvarrás) után is egészen 2000 végéig.
Emellett kapható volt még egy i30-as Vectra is (elvileg hivatalosan 30 db-os limitált széria akart lenni az Irmscher cég 30 éves fennállásnak, jubileumának alkalmából, de csak 23 db-ot gyártottak), egy 3L-es 162 kW-os (220 LE) V6-os motorral (X30XEI).  A kinézet majdnem ugyan az, mint az i500-asnál, annyi különbséggel, hogy a hűtőrácsban nem volt benne az Opel logo, és a 17” BBS felni helyett, 17” Irmscher-Twin-Spoke alu-felni volt rajta. Az akkori ára felszereléstől függően kb 90000 DM-volt. Az i30-cas Caraván mellett kapható volt még két 4-ajtós szedán is. Az egyik egy 1996-os modell mely a i500-as modell próba modellje volt, később a másik az i30-as próbamodellje volt.
Kapható volt még az is3 Csillagezüst színben. Az Esseni Motor Show-n mutatták be. Ebben a modellben is a 220LE-s 3L-es V6-os motor volt.  Kívülről szinte olyan volt mint az i500-as, kivéve a hűtőrácsot és a 18” felniket. Belül kérésre különböző színekből lehetett válogatni, hogy milyen legyen.
1995-től 2002-ig kapható volt egy Sport verzió is (igaz, csak akkortól, mikortól az 1.8-as V6-ossal volt szerelve.) Jellegzetességei: színezett hátsó lámpák (fekete/piros), 16”-os Irmscher Twin-Spoke-alufelni, alum és titán dizájn a belseje. Karbon színű kilincs. 1995-től 2002-ig piros lengés csillapítót, vagyis az Irmscher sport futóművét alkalmazták mely 30mm-rel tette alacsonyabbra az autót ill., 1998-tól 2002-ig a fekete lengés csillapítót, avagy Eredeti Opel futóművet alkalmazták, mely 20mm-rel eresztette meg az autót.
2001-től módosított első és hátsó lökhárítóval, részben bőr sportülésekkel és 17” alu felnivel árulták.

### Egyebek
Az amerikai piacra a Vectra B platformjára építették meg a Saturn L sorozatot 4 ajtós szedánkén és kombiként.  Ausztráliában Holden Vectra néven árulták. Angliában Vauxhall Vectra néven. Brazíliában Chevrolet Vectra néven. Különbség csupán a hűtőrács és az embléma voltak. Voltak egyéb kisebb módosítások is, mint pl.: Chevrolet-nél a Hátsó lámpák.

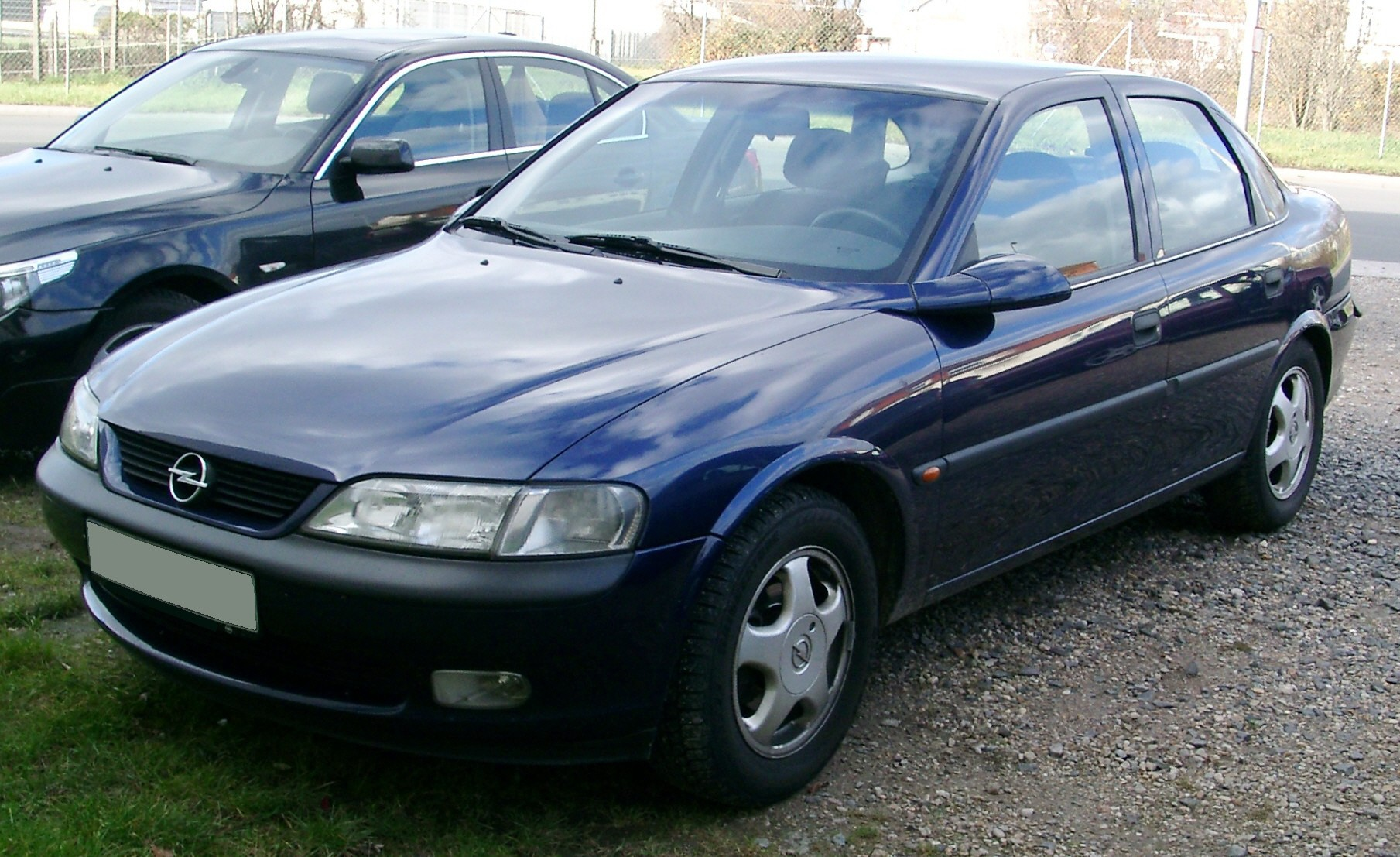
Vectra B elölről
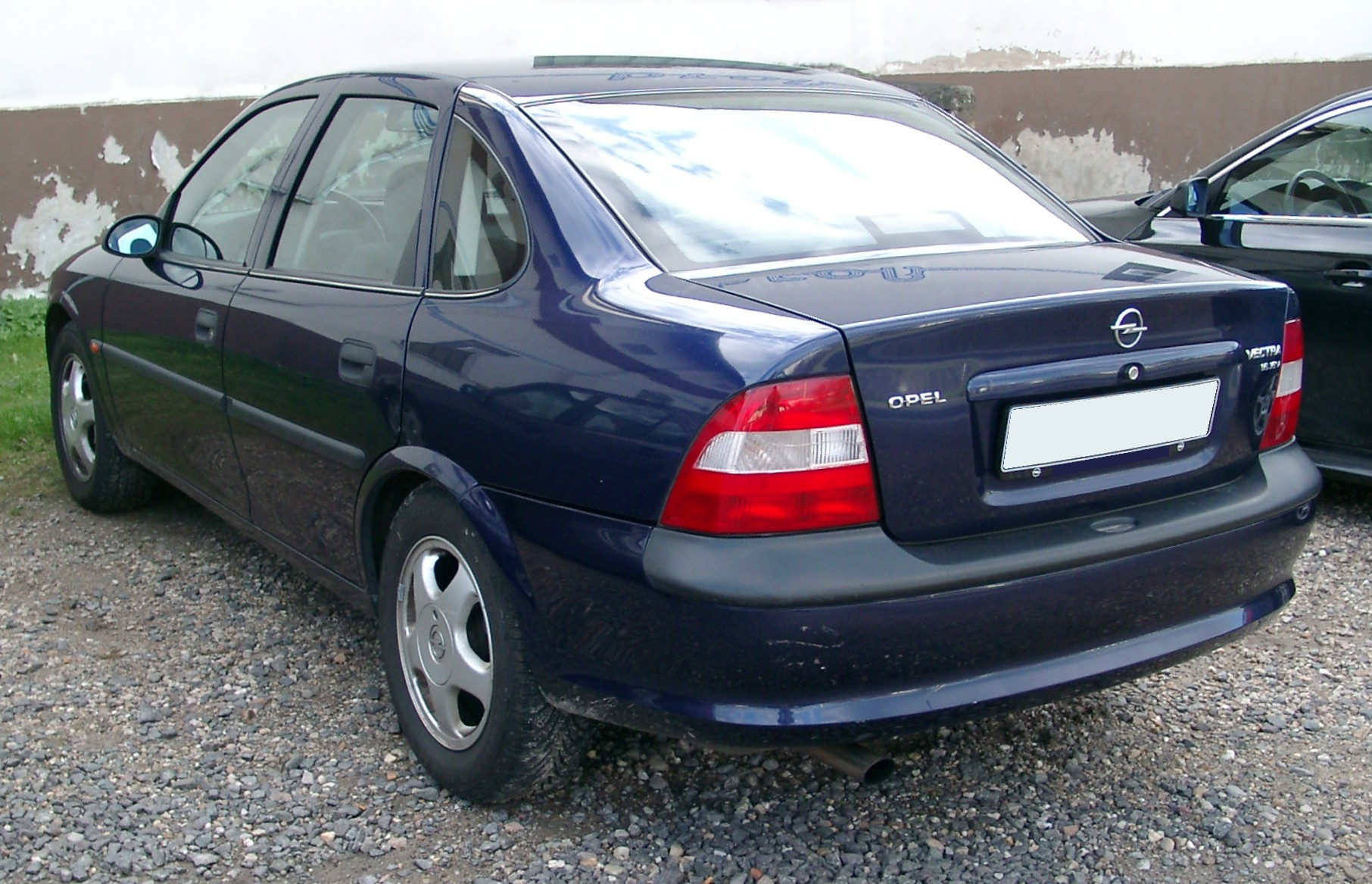
Vectra B hátulról
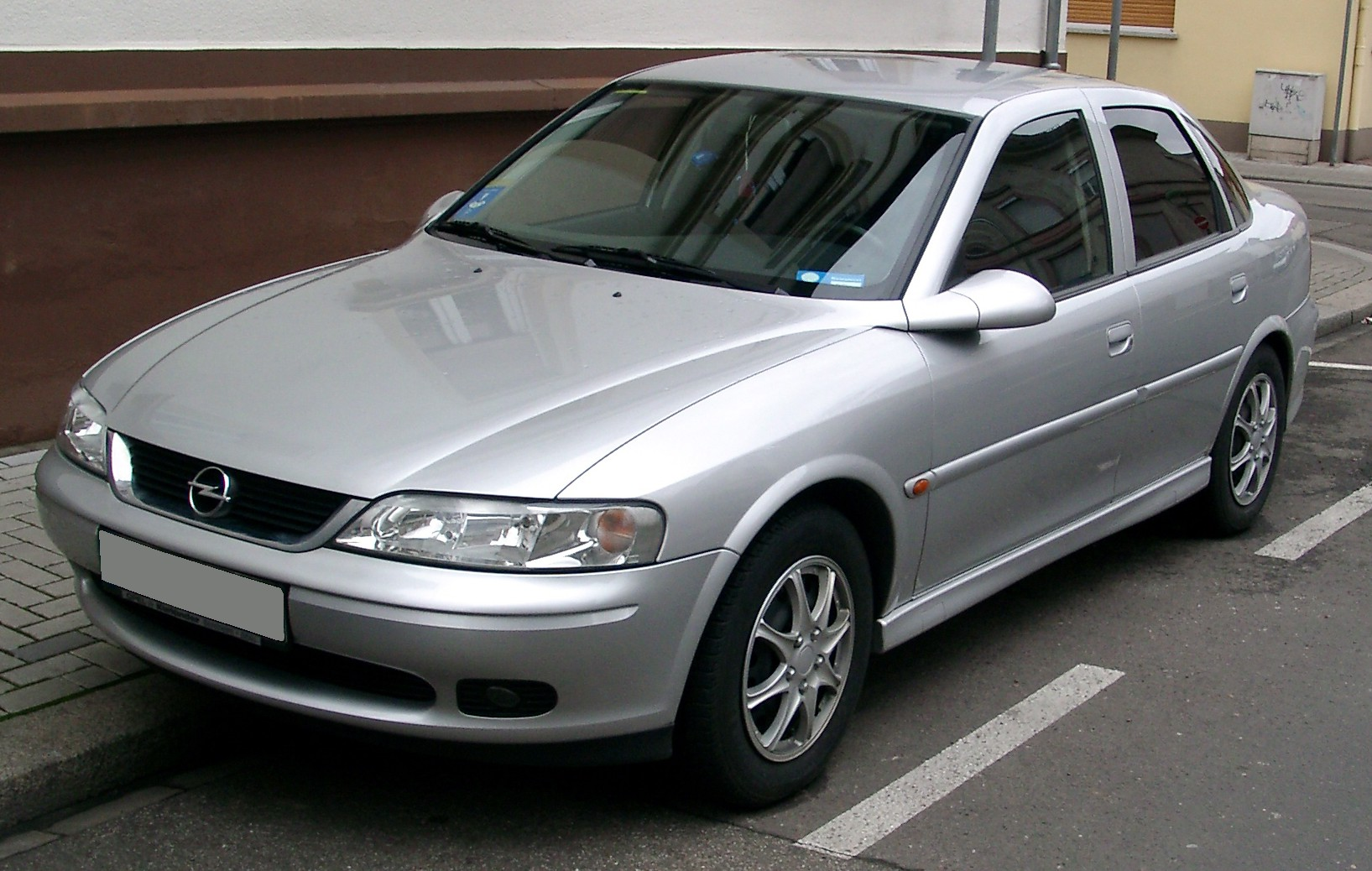
Vectra B facelift elölről
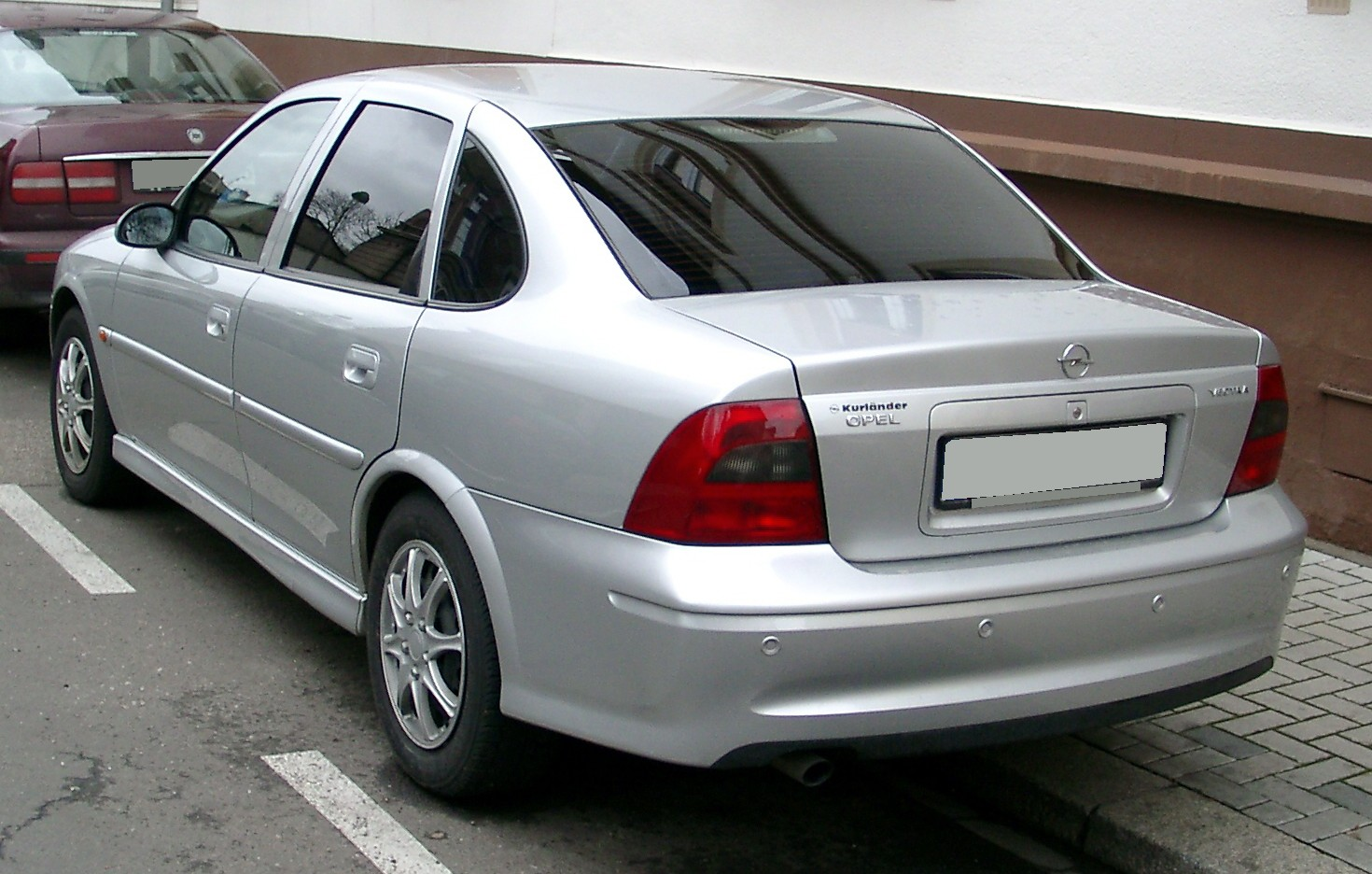
Vectra B facelift hátulról

## Opel Vectra C
2002 márciusában a Genfi autószalonon mutatták be a C Vectrát, mely a GM Epsilon platformjára épül.
Az elő modellhez képes a C Vectra tengelytávját jelentősen megnövelték. Ebben szerepet játszott az Opel Omega is, melynek gyártását később állították le, mivel így a nagyobb Vectra- val egy lábbal a közép-felsőosztályban tudott maradni. Az Epszilon-platformmal vezették be a CAN-Bus autó elektronikát, melyet az Astra H-ban is használnak. További újítás az elektrohidraulikus szervokormány, ellenben a hagyományos hidraulikus szervokormánnyal. Újítás még az opcionálisan rendelhető (2005-től) aktív futómű IDS+ elektromos lengéscsillapító állító CDC (Continuous Dampig Control)
A C Vectra is kapható volt 4 ill. 5 ajtós szedánként és kombiként (Opel-nél a kombit Caravan-nak hívják). Ha úgy vesszük, akkor a Signum is egy Vectra Karosszéria-, járműtípus. 2002 áprilisában kezdték meg az árusítást, de eleinte csak a 4 ajtósét, 2002 szeptemberétől kapható volt az 5 ajtós GTS sport kivitelben, ültetett futóművel.  A kombi verziót a 2003-as IAA-n mutatták be és ősztől kapható is volt. A kombinak hosszabb a tengelytávja, mint a szedáné.

### Modellfrissítés
Először csak egy kisebb módosítást végeztek az autón 2004 szeptemberében, majd 1 évvel később 2005 szeptemberében kapott egy átfogó facelift-et. A változások: átdolgozott orr rész markáns, akár Bi-Xenon fényszórókkal, formailag hasonlókkal, mint az Astra H-nál látható. A faceliftet megelőző "fél-Canbus" rendszert Full-Canbus rendszer váltotta, új fejegységek kerültek az opciós listára. Új első lökhárítót és hűtőrácsot kapott. Belül jó minőségűnek ható műanyagokat használtak. A diesel üzemű autóknál széria kiegészítő lett a karbantartásmentes részecskeszűrő. A benzinesnél lecserélték a 3.2L-es V6-ost két fajta 2.8L-es V6-os Turbó motorra, amit a GM gyártott.
Kapható volt még OPC-Line kivitelben is, mely közel olyan volt, mint az „igazi” OPC. Az OPC lényege a sportos kinézet volt. Jellemzői: OPC-Line első lökhárító, OPC-Line oldalsó díszléc/küszöb, OPC-Line hátsó szélterelő, 19” felni, utastérben OPC-Line bőr kormány és váltó.
A C Vectra sosem volt olyan sikeres, mint elődei. Az egyetlen sikermodell is csak hátul kapott helyet a forgalomba helyezési statisztikán. Összehasonlítva 2006-ban Németországban majdnem 5-ször annyi VW Passat-ot adtak el, mint Vectra-t, de még a Skoda Octáviából is majdnem 2-szer többet sikerült értékesíteni.
A forgalomba helyezések száma Németországban évekre lebontva:
- 2002: 43958
- 2003: 35096
- 2004: 36572
- 2005: 31327
- 2006: 25337
- 2007: 18087
- 2008: ?
- 2009: ?
- 2010: 30

A General Motors a 4 és 5 ajtós szedánt árulta még: Argentína, Brazília és Uruguay-ban, továbbá a sima 4 ajtóst Chevrolet Vectra néven Chile és Mexikóban. 
2006-tól 2009-ig Saturn néven gyártotta a GM ugyanarra a platformra a Saturn Aura-t. Melyen voltak elemek melyeket az európai Vectra-ba is beépítettek. Ezután, Egyiptomba exportálták, ahol Opel Vectra néven árulták. Az ottani értékesítésért a GM Egyiptom a felelős.

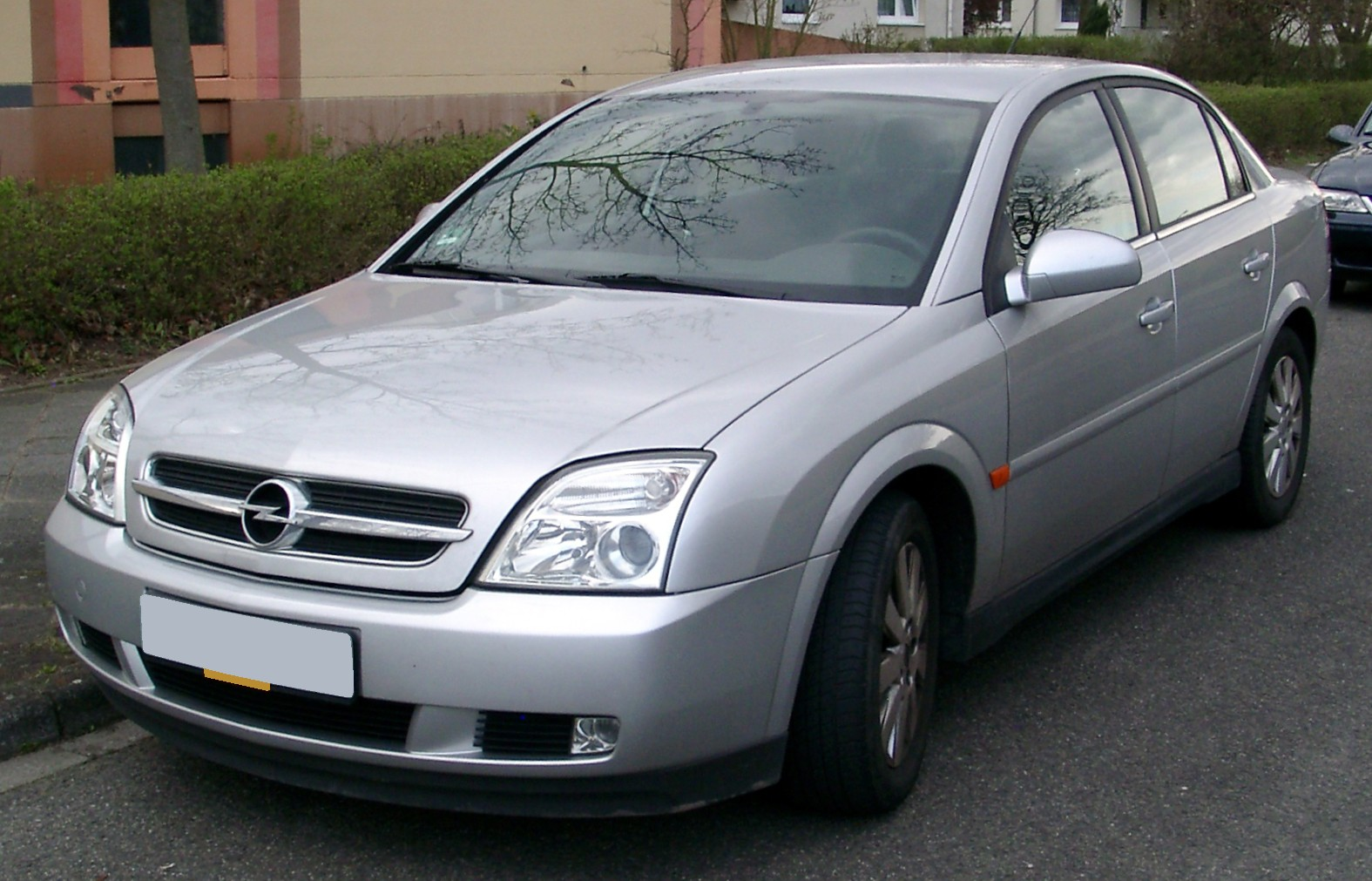
Vectra C elölről
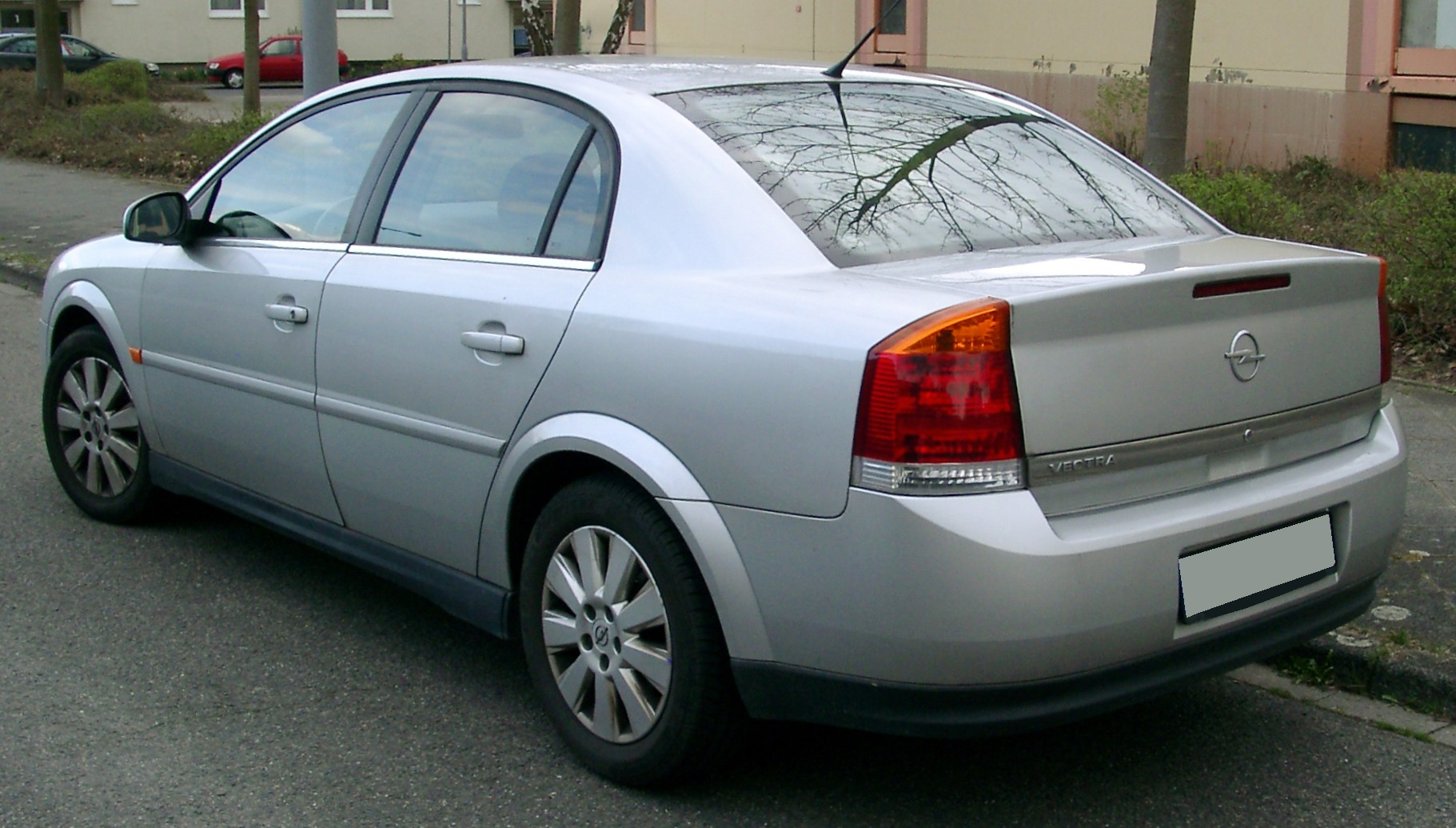
Vectra C hátulról
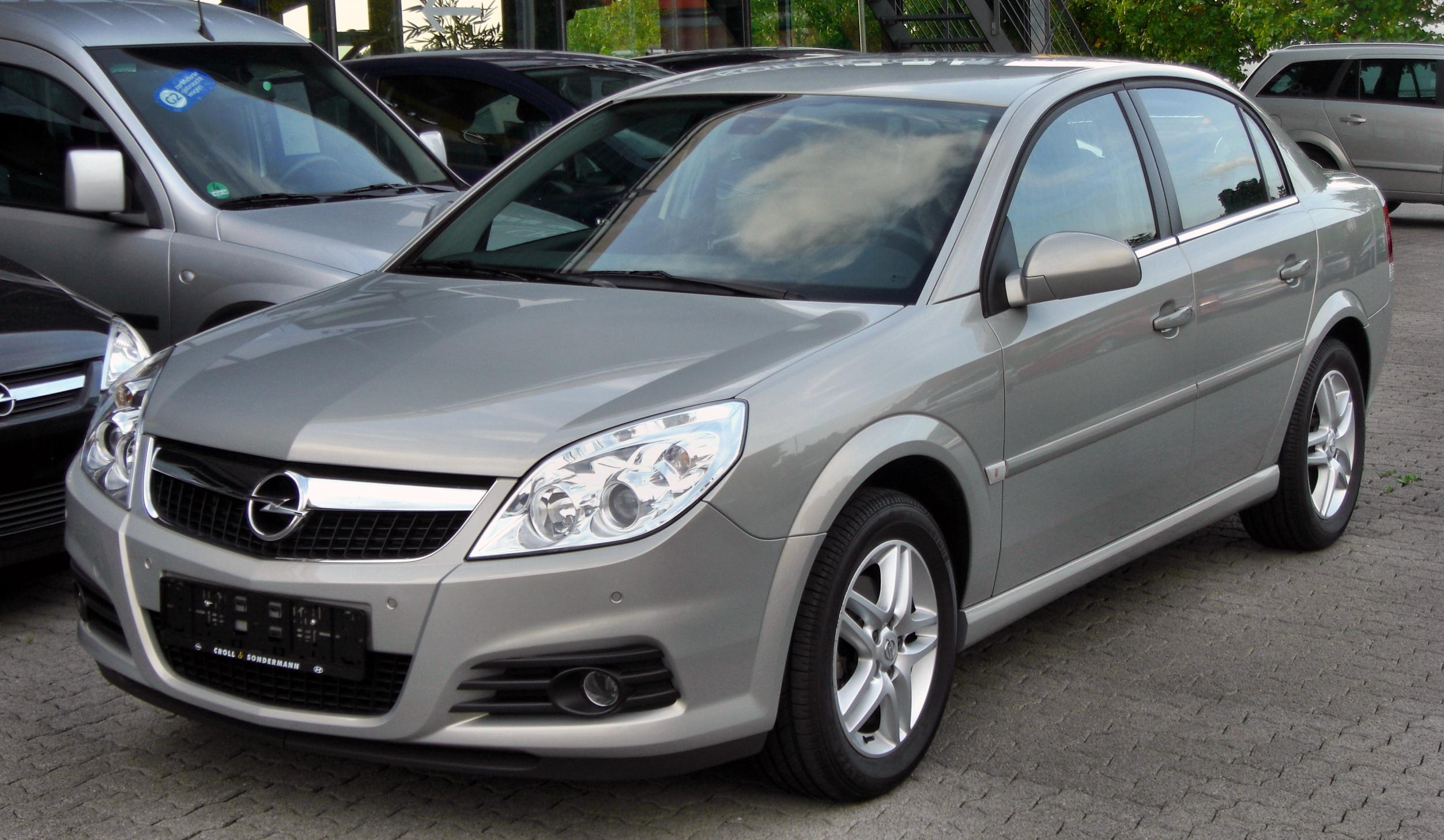
Vectra C facelift elölről
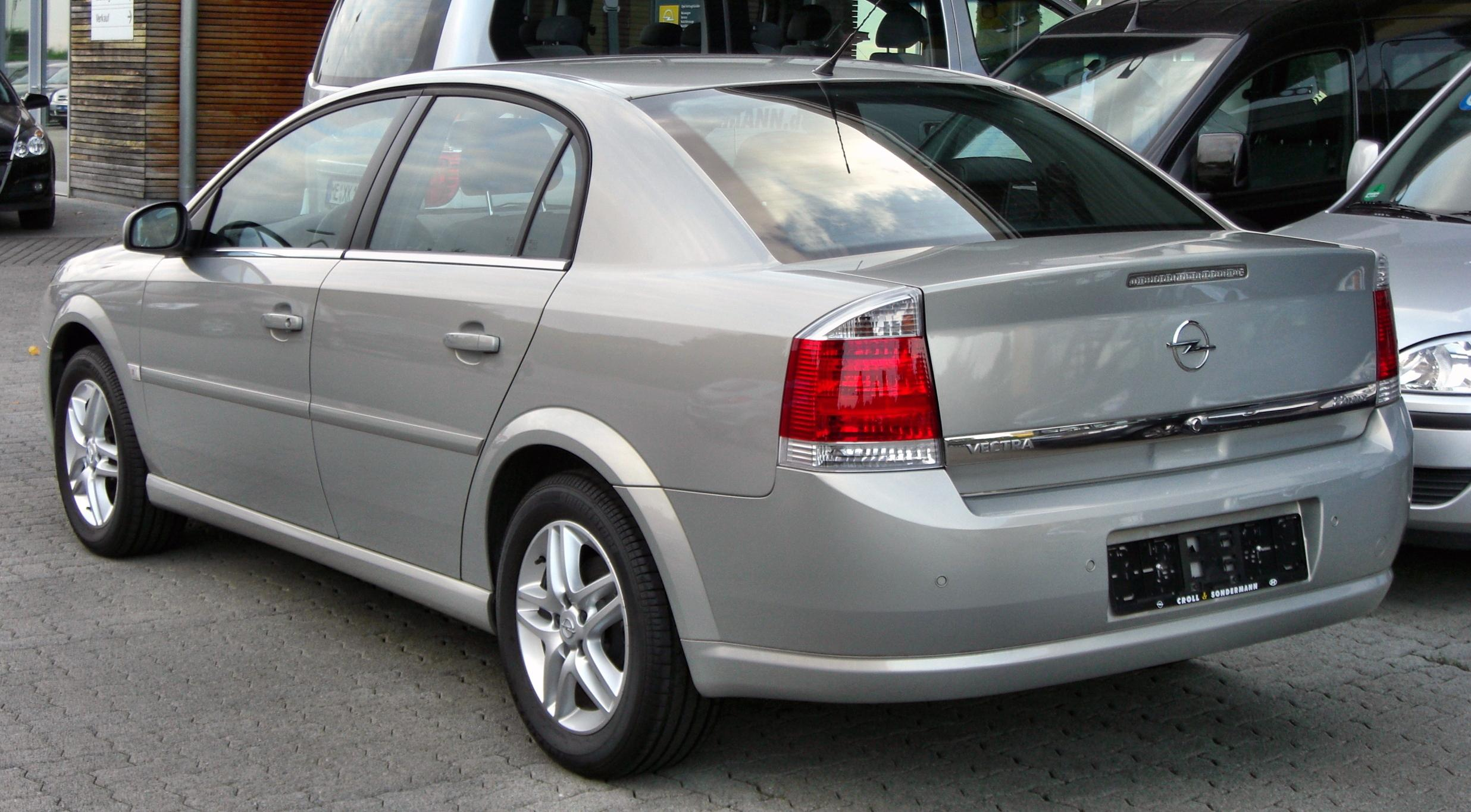
Vectra C facelift hátulról